# Mamuśka, do dzieła
Mamuśka, do dzieła (Carry on Matron) – brytyjska komedia filmowa z 1972 roku w reżyserii Geralda Thomasa i ze scenariuszem Talbota Rothwella. Jest dwudziestym trzecim filmem zrealizowanym w cyklu Cała naprzód i zarazem czwartą (i ostatnią) odsłoną serii rozgrywającą się w środowisku medycznym. 

## Fabuła
Miejscem akcji filmu jest szpital ginekologiczno-położniczy, którego dyrektorem jest hipochondryk Sir Bernard Cutting, jednak faktycznie nad wszystkimi wydarzeniami czuwa nie znosząca sprzeciwu Siostra Przełożona. Instytucję tę wzięła sobie na cel lokalna szajka drobnych złodziejaszków, których celem są magazynowane w szpitalu pigułki antykoncepcyjne. Przestępcy liczą, że zdołają sprzedać je ze sporym zyskiem narkomanom. Aby lepiej przygotować skok, postanawiają wysłać do szpitala raczej poczciwego i fajtłapowatego Cyrila, który w kobiecym przebraniu ma udawać pielęgniarkę. 

## Obsada
- Kenneth Williams jako Sir Bernard
- Hattie Jacques jako Siostra Przełożona
- Sid James jako Sid
- Kenneth Cope jako Cyril
- Terry Scott jako dr Prod
- Barbara Windsor jako siostra Susan
- Charles Hawtrey jako dr Goode
- Bernard Bresslaw jako Ernie
- Kenneth Connor jako pan Tidey
- Joan Sims jako Pani Tidey
- Bill Maynard jako Freddy
- Derek Francis jako Arthur
- Patsy Rowlands jako sekretarka Sir Berdarda
- Valerie Leon jako Jane Darling

## Produkcja
Sceny studyjne do filmu zrealizowano w Pinewood Studios pod Londynem, gdzie kręcono zresztą wszystkie części Całej naprzód. Do ujęć budynku szpitala posłużył autentyczny szpital, Heatherwood Hospital, w Ascot. Okres zdjęciowy trwał od 11 października do 26 listopada 1971 roku. 